# Völtendorfs flygplats
Völtendorfs flygplats (tyska: Flugplatz Völtendorf) är en flygplats i Österrike.   Den ligger i distriktet Sankt Pölten-Land och förbundslandet Niederösterreich, i den nordöstra delen av landet, 60 km väster om huvudstaden Wien. Völtendorfs flygplats ligger 326 meter över havet.
Terrängen runt Völtendorfs flygplats är platt åt nordväst, men åt sydost är den kuperad. Närmaste större samhälle är Sankt Pölten, 5,6 km nordost om Völtendorfs flygplats. 
Runt Völtendorfs flygplats är det i huvudsak tätbebyggt. Runt Völtendorfs flygplats är det tätbefolkat, med 297 invånare per kvadratkilometer.